# Bagienice Szlacheckie
Bagienice Szlacheckie – wieś sołecka w Polsce położona w województwie mazowieckim, w powiecie makowskim, w gminie Krasnosielc.
| SIMC    | Nazwa                  | Rodzaj    |
| ------- | ---------------------- | --------- |
| 1055204 | Bagienice Włościańskie | część wsi |
| 0511686 | Bagienice-Pagórki      | część wsi |

W latach 1975–1998 miejscowość administracyjnie należała do województwa ostrołęckiego.
Wierni kościoła rzymskokatolickiego należą do parafii Nawiedzenia Najświętszej Maryi Panny w Amelinie lub do parafii św. Jana Kantego w Krasnosielcu.